# Heinrich Berndl
Heinrich Berndl (* 24. November 1887 in München; † 14. Februar 1973 in Memmingen) war deutscher Kommunalpolitiker und Oberbürgermeister im schwäbischen Memmingen.

## Leben
Heinrich Berndl wurde am 24. November 1887 in München geboren. Dort besuchte er die Volksschule und das Gymnasium und begann sein Universitätsstudium. Die Staatsprüfung für den höheren Justiz- und Verwaltungsdienst legte er 1916 ab. Seine Zulassung als Rechtsanwalt erhielt er ein Jahr später. Die Stelle des Leiters des Kommunalverbandes beim Bezirksamt Deggendorf trat er im September 1917 an. In Mindelheim wurde er im Oktober 1920 Bezirksamtmann. Im Juni 1926 wechselte er zur Stadt Memmingen und wurde dort Rechtsrat. Zum 1. Januar 1930 wurde er Zweiter Bürgermeister als Vertreter des Oberbürgermeisters Friedrich Braun. Ab 1. September 1931 leitete er nach der Versetzung von Friedrich Braun in den Ruhestand die Geschäfte der Stadt. Zum 1. Januar 1932 wurde er als Parteiloser Oberbürgermeister der Stadt Memmingen und trat zum 1. Mai 1933 der NSDAP bei (Mitgliedsnummer 2.605.779). Bis zum Einmarsch und der Besetzung der Stadt Memmingen durch die Amerikaner im Zweiten Weltkrieg behielt er diese Position. Die Amerikaner entließen ihn im Mai 1945. Als Stadtsyndikus und später als Rechtsrat trat er 1948 wieder in den Dienst der Stadt ein. Bei der Wahl im Mai 1952 wurde er „als Kandidat der CSU und der Freien Wähler“ erneut zum Oberbürgermeister gewählt. Aus Altersgründen konnte er bei der Wahl 1966 nicht erneut antreten. Damit endete seine Amtszeit zum 30. April 1966. Zum 1. Mai 1966 erhielt er die Ehrenbezeichnung Alt-Oberbürgermeister durch den Stadtrat zuerkannt.
Im Alter von 86 Jahren verstarb Heinrich Berndl am 14. Februar 1973. Er wurde auf dem Waldfriedhof Memmingen beigesetzt.

## Kontroverse um Rolle während der NS-Zeit
Im Jahr 2001 legte der Historiker Paul Hoser den im Auftrag der Stadt verfassten zweiten Band der Geschichte der Stadt Memmingen vor, in dem vor allem auch die NS-Zeit ausgiebig beleuchtet wird. Hinsichtlich des Verhaltens gegenüber den jüdischen Bürgern Memmingens kommt Hoser zu einem kritischen Urteil über Berndl, erwähnt jedoch auch Verdienste wie die gewaltlose Kapitulation vor den US-Truppen. Gegen diese Darstellung gingen Berndls Nachfahren unter Verweis auf das seinerzeitige Entnazifizierungsverfahren vor und drohten mit einer Unterlassungsklage, da „namhafte und unbelastete“ Bürger Berndl in eidesstattlichen Erklärungen entlastet hätten. Daraufhin distanzierte sich der damalige Oberbürgermeister Ivo Holzinger von Hoser und erklärte, dass nach einer „rein juristischen Wertung“ und unter Berufung auf das Entnazifizierungsverfahren Berndl „untadelig“ den Amtsgeschäften nachgegangen sei. Der Historiker Rolf Kießling sprang dagegen Hoser bei und stellte fest, dass das Urteil der Spruchkammer „nicht ausreichend relevant für die Ermittlung der historischen Wahrheit“ sei.

## Ehrungen

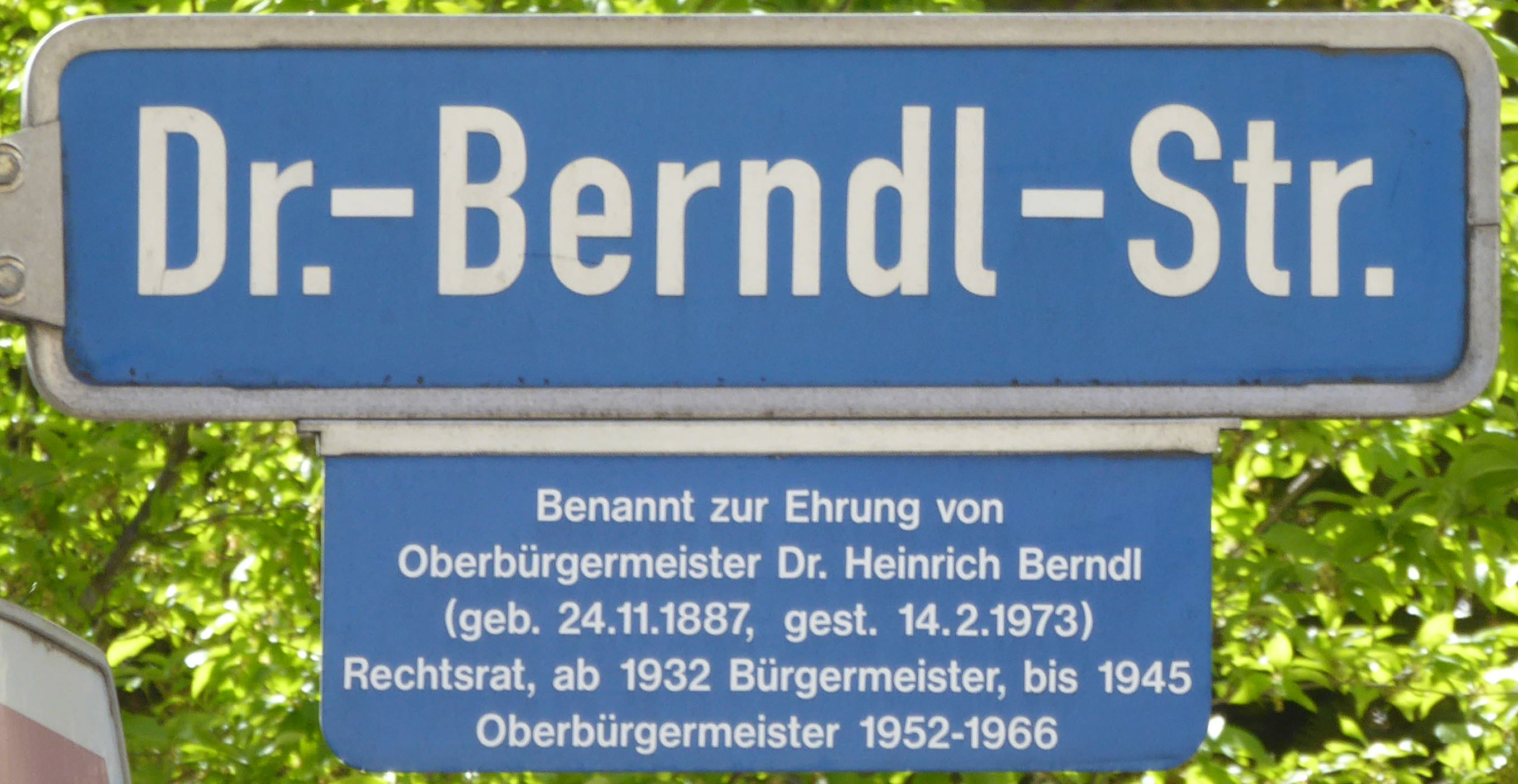
Dr.-Berndl-Straße

- 1957 Bundesverdienstkreuz am Bande Erster Klasse
- 1961 Bayerischer Verdienstorden
- 1962 Ehrenringträger der Stadt Memmingen
- 1962 Ehrenbürger der Stadt Memmingen